# Подорожник оленерогий
Подоро́жник оленеро́гий, Коронопус (лат. Plantago coronopus) — растение рода Подорожник семейства Подорожниковые (Plantaginaceae). 
Родом из Европы, Макаронезии, Северной Африки, Аравийского полуострова, Западной Азии и Кавказа; натурализован в Австралии, Новой Зеландии и США. 
Другие названия: „подорожник перистолопастный“, „подорожник олений рог“, „подорожник перистый“, „воронья нога“. 
Однолетнее или многолетнее травянистое растение. В высоту вырастает до 4—25 см.
Может использоваться как пищевое и лекарственное кровоочищающее растение. Листья идут на салат и в гарниры. В народной медицине трава применялась для остановки крови, от диареи и при укусах бешеных собак.

## Таксономия
- Plantago coronopus L. Sp. pl. 1: 115. 1753.

### Синонимы
- Arnoglossum subulatum Gray
- Asterogeum laciniatum Gray
- Coronopus vulgaris Fourr.

### Подвиды
- Plantago coronopus subsp. ceratophylla (Hoffmanns. & Link) Franco
- Plantago coronopus subsp. commutata (Guss.) Pilg.